# Thomas Brønd
Thomas Brønd (født 26. juli 1973) er en dansk håndboldtræner.
Thomas Brønd er mest kendt som håndbold træner fra Viborg HK, Gladsaxe Håndbold, Roskilde Håndbold samt TMS Ringsted. Han har ligeledes stået i spidsen for USA's damelandshold i håndbold (WNT) og Great Britain (GB National Team) damelandshold.
Hans baggrund er som spiller, hvor han har spillet i ØBG i Silkeborg, Ikast FS, FIF og sluttede sin karriere i Voel KFUM.[kilde mangler]

## Trænerkarriere
Som træner begyndte det lige efter karrierestop med et U18 dame hold i Voel KFUM. Herefter blev han rekrutteret til storklubben Viborg HK, hvor han først var assistenttræner for Martin Albertsen på U18 Damer og siden hen som cheftræner for U16, hvor han vandt DM, og for U18-damer, hvor han vandt Bronze, samt Herre U18.[kilde mangler]
Han var sammen med Martin Albertsen og Ulrik Wilbek, med til at starte Viborg HK College op og endte med at bliver sportschef for dameafdelingen på College, samt sportslig ansvarlig for dame ungdom i Viborg HK.[kilde mangler]
Efter 6 år flyttede han til Gladsaxe for at træne dameholdet i 1. division, efterfulgt af 7 år i Roskilde, hvor han på forskellige tidspunkter trænede alt fra Ligaholdet sammen med Kim Rasmussen, 1. divisionsholdet og på et tidspunkt U12 piger og senere U18 herre.
I 2018 flyttede han til TMS Ringsted for at træne U14 piger, men blev hurtigt bedt om at overtage deres damehold, der spillede i 1. division.
I perioden 2005-2009 var han træner for USA's damelandshold, hvor de bl.a. deltog i Pan American Games og kvalifikation til VM og OL.
I 2013 efter OL i London blev han bedt om at overtage GB National team for at forsøge at få håndbolden til at blomstre I Storbritannien. Han stoppede igen i 2017. Han overtog efter Jesper Holmris.
I 2020 blev han cheftræner i HIK Håndbold.